# Steve Hutchinson
Pour les articles homonymes, voir Hutchinson.
Pro Football Hall of Fame 2020
(en) Statistiques sur pro-football-reference
Steven J. « Steve » Hutchinson, né le 1er novembre 1977 à Fort Lauderdale, est un joueur américain de football américain.
Cet offensive guard a joué pour les Seahawks de Seattle (2001–2005), les Vikings du Minnesota (2006–2011) et les Titans du Tennessee (2012) en National Football League (NFL).